# Andriejewka (rejon omski)
Andriejewka (ros. Андреевка) – wieś (sieło) w Rosji, w obwodzie omskim, w rejonie omskim. W 2010 liczyła 1443 mieszkańców.